# اوبیاک (لو-ته-گارون)
اوبیاک (به فرانسوی: Aubiac) یک کمون در فرانسه است که در canton of Laplume واقع شده‌است. اوبیاک ۱۳٫۸۶ کیلومتر مربع مساحت دارد ۱۰۷ متر بالاتر از سطح دریا واقع شده‌است.